# Ghormeh sabzi

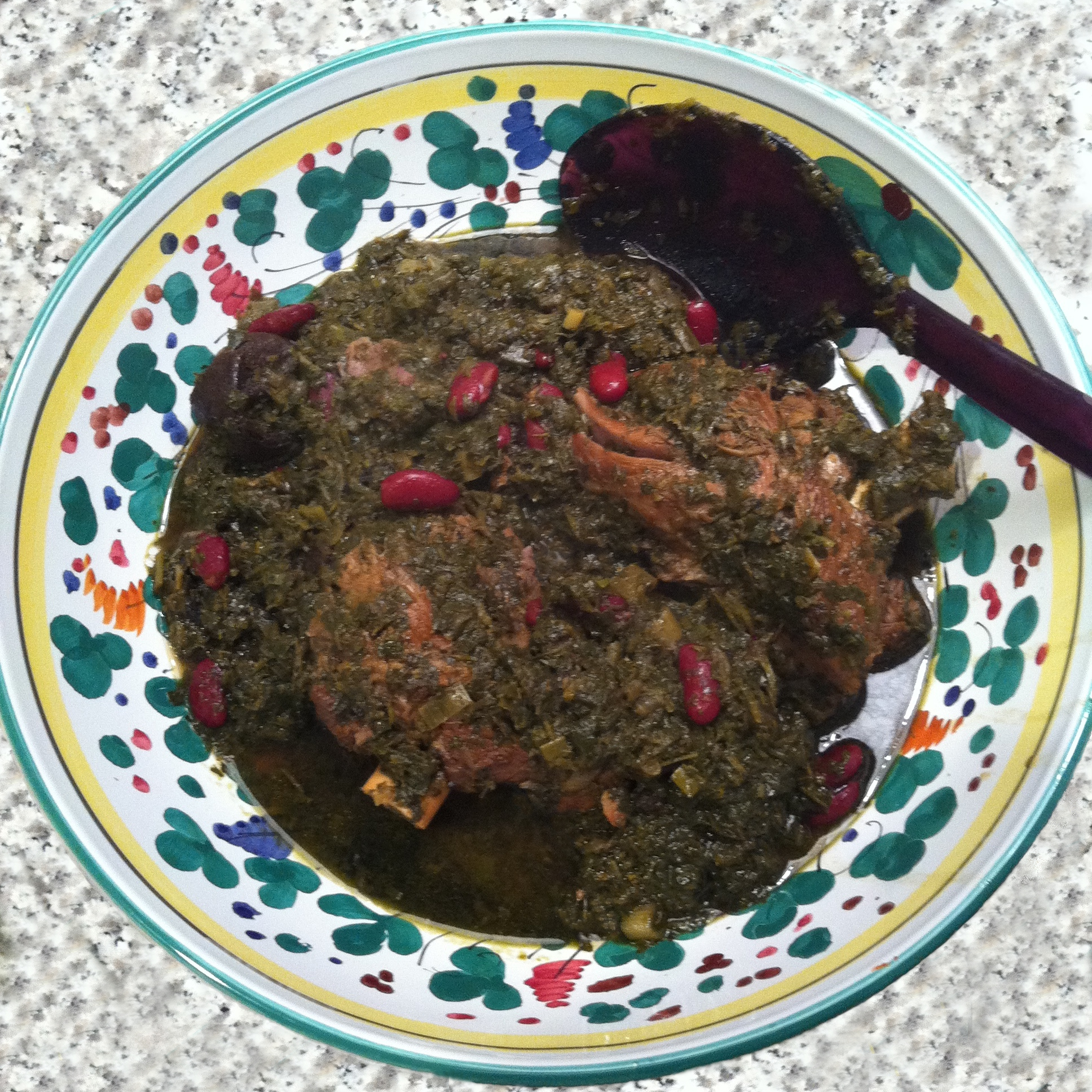

Ghormeh sabzi (Perzisch: قورمه‌ سبزی) of Khoresht sabzi (Perzisch: خورشت‌ سبزی) ook wel gespeld als Qormeh sabzi is een Perzische kruidenstoofpot. Het wordt beschouwd als het nationale gerecht van Iran/Perzië.